# Prénouvellon
Prénouvellon és un municipi francès, situat al departament del Loir i Cher i a la regió de Centre – Vall del Loira. L'any 2007 tenia 221 habitants.

## Demografia

### Població
El 2007 la població de fet de Prénouvellon era de 221 persones. Hi havia 92 famílies, de les quals 32 eren unipersonals (12 homes vivint sols i 20 dones vivint soles), 20 parelles sense fills, 36 parelles amb fills i 4 famílies monoparentals amb fills.
La població ha evolucionat segons el següent gràfic:
Habitants censats

### Habitatges
El 2007 hi havia 132 habitatges, 97 eren l'habitatge principal de la família, 22 eren segones residències i 13 estaven desocupats. Tots els 131 habitatges eren cases. Dels 97 habitatges principals, 81 estaven ocupats pels seus propietaris, 14 estaven llogats i ocupats pels llogaters i 2 estaven cedits a títol gratuït; 3 tenien dues cambres, 28 en tenien tres, 20 en tenien quatre i 46 en tenien cinc o més. 85 habitatges disposaven pel capbaix d'una plaça de pàrquing. A 38 habitatges hi havia un automòbil i a 42 n'hi havia dos o més.

### Piràmide de població
La piràmide de població per edats i sexe el 2009 era:
| Homes | Edats   | Dones |
| ----- | ------- | ----- |
| 0     | 95 o +  | 0     |
| 0     | 90 a 94 | 0     |
| 0     | 85 a 89 | 0     |
| 20    | 80 a 84 | 16    |
| 4     | 75 a 79 | 8     |
| 0     | 70 a 74 | 4     |
| 8     | 65 a 69 | 4     |
| 8     | 60 a 64 | 4     |
| 0     | 55 a 59 | 0     |
| 0     | 50 a 54 | 8     |
| 12    | 45 a 49 | 12    |
| 8     | 40 a 44 | 0     |
| 12    | 35 a 39 | 8     |
| 12    | 30 a 34 | 16    |
| 4     | 25 a 29 | 0     |
| 0     | 20 a 24 | 0     |
| 0     | 15 a 19 | 12    |
| 8     | 10 a 14 | 12    |
| 16    | 5 a 9   | 8     |
| 0     | 0 a 4   | 4     |

## Economia
El 2007 la població en edat de treballar era de 137 persones, 107 eren actives i 30 eren inactives. De les 107 persones actives 99 estaven ocupades (59 homes i 40 dones) i 8 estaven aturades (5 homes i 3 dones). De les 30 persones inactives 10 estaven jubilades, 6 estaven estudiant i 14 estaven classificades com a «altres inactius».

### Ingressos
El 2009 a Prénouvellon hi havia 99 unitats fiscals que integraven 243 persones, la mediana anual d'ingressos fiscals per persona era de 17.306 €.

### Activitats econòmiques
Dels 11 establiments que hi havia el 2007, 1 era d'una empresa extractiva, 1 d'una empresa de fabricació d'altres productes industrials, 4 d'empreses de construcció, 1 d'una empresa d'informació i comunicació, 3 d'empreses immobiliàries i 1 d'una empresa classificada com a «altres activitats de serveis».
Dels 3 establiments de servei als particulars que hi havia el 2009, 1 era un paleta, 1 guixaire pintor i 1 electricista.
L'any 2000 a Prénouvellon hi havia 18 explotacions agrícoles que ocupaven un total de 1.610 hectàrees.

## Poblacions més properes
El següent diagrama mostra les poblacions més properes.